# Plaça Herois d'Espanya
La Plaça Herois d'Espanya (en castellà, Plaza Heroes de España) és una plaça de vianants de 3100m2 de la ciutat autònoma espanyola de Melilla. Està situada al barri de Reina Victòria, que forma part de l'exiample modernista de la ciutat, arran de l'Avinguda de Joan Carles I Rei.
Fins al 2015 va ser una plaça oberta al trànsit rodat, data en la qual van començar les obres de conversió en zona per a vianants, que van acabar el juliol de 2016.